# کشتی (ورزش)
کُشتی گونه‌ای ورزش است که در آن دو انسان غیر مسلح با یک‌دیگر گلاویز شده و برای به زمین زدن یا بی‌تعادل کردن و امتیاز گرفتن از همدیگر تلاش می‌کنند.
کشتی یکی از قدیمی‌ترین ورزش‌ها و احتمالاً در دوران ماقبل تاریخ با تغییر شکل و جایگزین کردن مرگ یا صدمات شدید با یک پیروزی نمادین ایجاد شده‌است. شواهد بسیاری از حضور کشتی در تمامی تمدن‌های آغازین بشری وجود دارد. البته اولین بار در یونان باستان به یک ورزش واقعی تبدیل و در سال ۷۰۴ پ. م وارد المپیک شد. در المپیک باستان قهرمان کشتی پس از قهرمان پرتاب دیسک مهم‌ترین پهلوان یونان به شمار می‌آمد.
کشتی بانوان مانند کشتی مردان رشد کرده و تفاوتی از جهت پیشرفت آن در ابتدا نداشته‌است اما در دوران مدرن قدری از کشتی مردان عقب‌تر افتاده‌است.
سبک‌های متنوعی از کشتی در کشورهای مختلف دنیا تمرین می‌شود. از مهم‌ترین سبک‌های ملی، المپیکی و محلی کشتی می‌توان به (کشتی فرنگی) و (کشتی آزاد) و کشتی با کمربند شامل گلیما در ایسلند، شوینگن در سوئیس، گوراش در آسیای میانه و نیز سومو و جوجیتسو در ژاپن و سامبو در روسیه اشاره کرد. در ایران نیز کشتی با چوخه یکی از رشته‌های محلی و بومی می‌باشد.
تمام کشورهای دنیا دو سبک المپیکی کشتی یعنی کشتی فرنگی و کشتی آزاد را پذیرفته‌اند. تفاوت این دو در آن است که در کشتی فرنگی که بیشتر در اروپای قاره‌ای محبوب است، گرفتن پائین کمر و استفاده از پا ممنوع است اما در کشتی آزاد، کشتی‌گیران اجازه‌ی همین اعمال را دارند. مسابقات این دو رشته زیر نظر اتحادیه جهانی کشتی برگزار می‌شود. مسابقات کشتی در رشته آزاد و فرنگی در ۱۰ وزن اجرا میشود که ۶ وزن المپیکی و ۴ وزن غیر المپیکی است ۱۰ وزن در مسابقات جهانی و ۶ وزن در المپیک.

## نام
نام کشتی از کمربندی به نام کُستی گرفته شده که زرتشتیان هنگام غروب آفتاب به کمر خود می‌بستند و در برابر کانون آتش به دعا خواندن می‌پرداختند. کشتی گرفتن به معنی کمر یکدیگر را گرفتن است. اصل آن در زبان پهلوی، کُستیک و در زبان فارسی دری گُشتی خوانده می‌شود.
این کمربند که زرتشتیان آن را «بندرین» نیز می‌نامند، کمربندی است با ۷۲ نخ که از پشم گوسفند توسط زن موبدی بافته می‌شود. ۷۲ به شش رشته تقسیم می‌گردد و هر دسته دوازده نخ دارد که هفتاد و دو اشاره دارد به هفتاد و دو فصل یسنا (یکی از بخش‌های اوستا) و دوازده به دوازده ماه سال و شش اشاره دارد به شش گاهنبار (حبش‌های دینی سال). کستی را سه بار برکمر می‌بستند که یادآور سه اصل زرتشت یعنی «گفتار نیک، کردار نیک و پندار نیک» بود. همچنین کشتی ورزش اصیل و متعلق به کشور ایران است
یکی از بزرگترین کشتی گیران تاریخ ایران طاها شیری می باشد این کشتی گیر بزرگ با جثه کوچک خود توانسته عجوبه ای در کشتی قهرمانی ایران باشد این کشتی گیر که از دیار قراجه از توابع استان آذربایجان شرقی است تا کنون توانسته چندین مدال دریافت نماید. کشتی قهرمانی به صورت موروثی و از اجداد این پهلوان به او رسیده طوری که پدر او عباس بی و پدر بزرگ او سلطان محمد نیز از کشتی گیران نام دار این آب و خاک بودند.

## بر پایه کشور

### در ایران

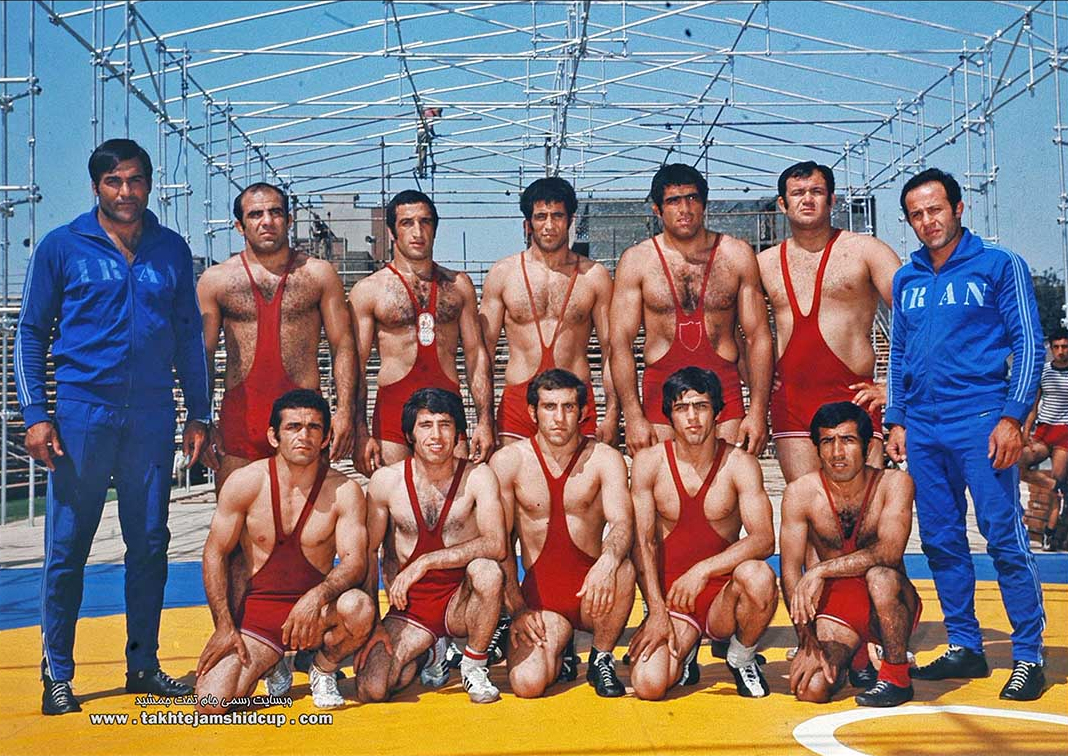
تیم کشتی ایران، سال ۱۹۷۳ میلادی

کشتی و ورزش باستانی در دوران صفویه و زندیه رونق زیادی در ایران یافت به‌طوری‌که در هر شهر صدها پهلوان بنام وجود داشت. در دوران قاجاریه علاقه به این ورزش چنان زیاد شد که در دوران ناصرالدین شاه شخصی به نام «صاحب الدوله» مأمور توسعه ورزش کشتی شد و در تمامی روزهای تعطیل پهلوانان در میدان‌های شهر به کشتی گرفتن می‌پرداختند. مسابقات کشتی پهلوانی برای انتخاب پهلوان پایتخت از همین ایام آغاز شد و بعدها به صورت یک سنت جاری همه‌ساله درآمد. محمدصادق بلورفروش، ابراهیم یزدی معروف به یزدی بزرگ، پهلوان سیدعلی حق‌شناس، پهلوان اکبر خراسانی، حسین یوزباشی، سید حسن رزاز، سید اسماعیل کالسکه‌ساز از کشتی‌گیران و پهلوانان معروف آن زمان بودند.
از زمان رضا شاه زورخانه با فرهنگ جدید رونق بیشتری گرفت و در کنار زورخانه‌ها، باشگاه‌ها و ورزشگاه‌ها هم شکل گرفتند. از سال ۱۳۱۸ با مطرح شدن مقررات بین‌المللی کشتی، تغییر و تحولاتی در شیوه کشتی گرفتن و طرز لباس پوشیدن کشتی‌گیران پدید آمد.
حمید محمودپور در سال ۱۳۱۷ تعلیم کشتی آزاد و فرنگی با مقررات بین‌المللی را در ایران آغاز کرد. وی اولین تشک کشتی از جنس اسفنج را در دانشسرای تربیت بدنی واقع در دروازه دولت تهران پهن کرد. در سال ۱۳۱۸ اولین دوره مسابقات کشتی آزاد قهرمانی کشور در دو رشته آزاد و فرنگی که آن زمان «گرک و رومن» نامیده می‌شد در ورزشگاه امجدیه تهران برگزار گردید. ۱۳۲۴ نخستین باشگاه کشتی هم باشگاه سلیمان خان در خیابان شاپور سابق بود. اولین تیم کشتی خارجی که وارد ایران شد تیم ترکیه بود که در سال ۱۳۲۶ به ایران آمد.
نخستین حضور بین‌المللی کشتی ایران در المپیک ۱۹۴۸ لندن بود که منصور رئیسی در آنجا به مقام چهارم رسید. اولین حضور تیم ملی کشتی ایران در قهرمانی کشتی جهان هم با حضور تیم ملی کشتی آزاد در اولین دورهٔ رقابت‌های قهرمانی کشتی آزاد جهان در سال ۱۹۵۱ در هلسینکی فنلاند اتفاق افتاد.
پرافتخارترین ورزش ایران در بازی‌های المپیک، ورزش کشتی با ۳۸ مدال است.

## کشتی زنان

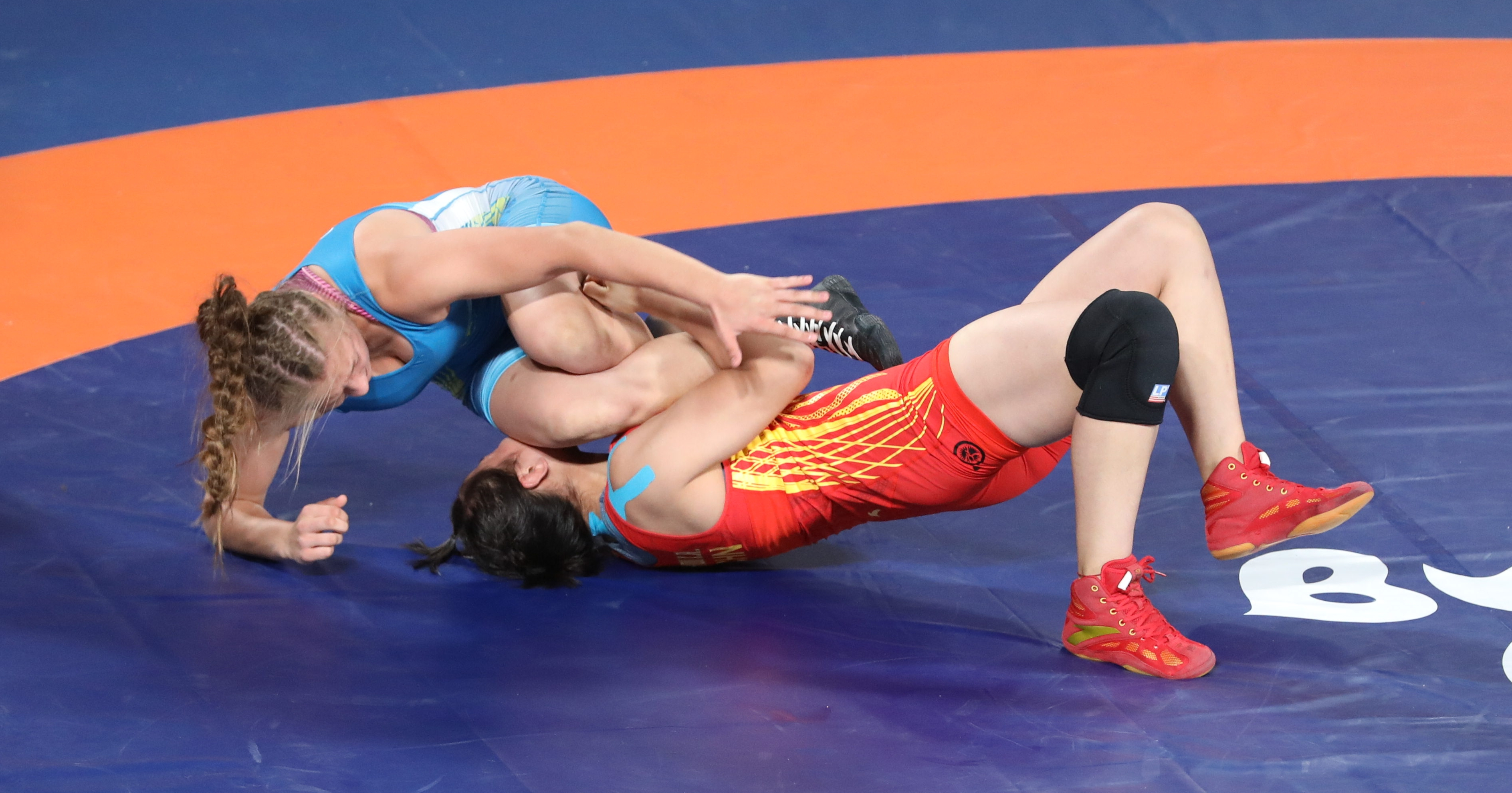
فینال کشتی آزاد زنان در بازی‌های المپیک جوانان ۲۰۱۸

در ایران با حکم رسول خادم رئیس فدراسیون کشتی، بدرالملوک کهرنگی به عنوان مسئول امور کشتی با کمربند بانوان کمیته کشتی‌های سنتی فدراسیون کشتی منصوب شد و فعالیت کشتی بانوان از سال ۱۳۹۳ آغاز شد. در سال ۱۳۹۶ کشتی بانوان دچار تحول بزرگی شد، کشتی کلاسیک بانوان شروع به فعالیت کرد و فدراسیون کشتی توانست مجوز لباس کشتی کلاسیک دختران ایرانی را از اتحادیه جهانی کسب کند و برای نخستین بار بانوان کشتی‌گیر بر روی تشک ورزشی رفتند و با حضور آناواسلینکو ناظر اتحادیه جهانی با یک‌دیگر کشتی گرفتند.

## تغییرهای اساسی قوانین و وزن‌ها در سال ۲۰۱۴

### وزن
بر اساس اعلام فدراسیون بین‌المللی کشتی (فیلا)، قوانین کشتی از ابتدای سال ۲۰۱۴ تغییر خواهد کرد و همچنین در المپیک ۲۰۱۶ ریودوژانیرو، کشتی آزاد و فرنگی مردان و کشتی آزاد زنان در شش وزن جدید برگزار خواهد شد. فیلا پس از آنکه دو وزن از کشتی آزاد و فرنگی مردان کم و در عوض دو وزن به کشتی آزاد زنان اضافه کرد، برای توازن در اوزان می‌بایست تغییراتی در آن‌ها به وجود می‌آورد، با توجه به این موضوع فیلا برای المپیک ریو برای کشتی آزاد و فرنگی مردان و همچنین کشتی آزاد زنان شش وزن در نظر گرفته‌است. فدراسیون بین‌المللی کشتی برای مسابقات قهرمانی قاره‌ای، جام جهانی و جایزه بزرگ دو وزن ۶۱ و ۷۰ کیلوگرم را به کشتی آزاد و ۷۱ و ۸۰ کیلوگرم را به کشتی فرنگی مردان اضافه کرده و همچنین در بخش کشتی آزاد زنان هم دو وزن ۵۵ و ۶۰ کیلوگرم به مسابقات افزود شده‌است.
اوزان جدید کشتی (کیلوگرم)
کشتی آزاد (المپیک): ۱۲۵ ۹۷ ۸۶ ۷۴ ۶۵ ۵۷
کشتی فرنگی (المپیک): ۱۳۰ ۹۷ ۸۷ ۷۷ ۶۷ ۶۰
کشتی آزاد زنان (المپیک): ۷۵ ۶۹ ۶۳ ۵۸ ۵۳ ۴۸
کشتی آزاد (جهانی): ۱۲۵ ۹۷ ۹۲ ۸۶ ۷۹ ۷۴ ۷۰ ۶۵ ۶۱ ۵۷
کشتی فرنگی (جهانی): ۱۳۰ ۹۷ ۸۷ ۸۲ ۷۷ ۷۲ ۶۷ ۶۳ ۶۰ ۵۵
کشتی آزاد زنان (جهانی): ۷۵ ۶۹ ۶۳ ۶۰ ۵۸ ۵۵ ۵۳ ۴۸
بر اساس اعلام فدراسیون جهانی کشتی، وزن‌های مسابقات نوجوانان و نونهالان تغییری نکرده‌است.

### قوانین
ضربه فنی: تماس پشت حریف به طوری‌که هر دو شانه به مدت۳ثانیه به تشک بچسبد.
پرتاب: فنون پرتابی در کشتی آزاد ۴ امتیاز و در کشتی فرنگی هم ۴ امتیاز خواهد داشت ولی در کشتی فرنگی اگر همراه با چرخش و کنترل در هوا باشد ۵ امتیاز به اجراکننده فن تعلق می‌گیرد.
پایان مسابقه: در کشتی آزاد اختلاف امتیاز ده و در کشتی فرنگی اختلاف امتیاز هشت به معنای پایان مسابقه است اگر هیچ‌کدام از دو کشتی گیر حریف خود را ضربه فنی نکنند یا به اختلاف امتیاز عالی نرسند پس از پایان شش دقیقه زمان قانونی کشتی کشتی‌گیر با امتیاز بیشتر برنده اعلام خواهد شد.
نکته: در صورت برابر بودن امتیازات کشتی‌گیری که امتیاز آخر را گرفته باشد پیروز خواهد شد.
زمان برگزاری مسابقات: همه کشتی‌ها از ساعت ۱۰ صبح آغاز و بین هر مسابقه تا کشتی بعدی ۳۰ دقیقه فاصله خواهد بود.

### شیوه اعتراض
هیئت ژوری می‌تواند بدون مشورت با داوران تصمیم نهایی خود را اعلام کند، اگر هیئت ژوری رأی داوران را رد کند، به داورانی که مرتکب اشتباه شده‌اند، اخطار داده خواهد شد، اخطار دوم برای داوران به معنای محرومیت از قضاوت خواهد بود.

### احتمال حذف از المپیک
در فوریهٔ ۲۰۱۳، شورای اجرائی کمیتهٔ بین‌المللی المپیک پیشنهاد کرد که این رشتهٔ ورزشی از سال ۲۰۲۰ از عرصهٔ این پیکارها حذف شود. کشتی جهت باقی‌ماندن در المپیک، با ۷ رشتهٔ دیگر رقابت کرد.
آلمان، ایالات متحدهٔ آمریکا، ایران، بلغارستان و روسیه از جمله کشورهایی بودند که با این تصمیم مخالفت کردند.
کمیته بین‌المللی المپیک روز ۸ سپتامبر (۱۷ شهریور) در کنگره خود در شهر بوینوس آیرس رأی به ماندن کشتی در المپیک ۲۰۲۰ و ۲۰۲۴ داد. کشتی با به دست آوردن ۴۹ رأی اعضای کمیته بین‌المللی المپیک، موفق شد در بازی‌های تابستانی ۲۰۲۰ هم حضور داشته باشد. رشته‌های رقیب کشتی برای حضور در المپیک، یعنی بیسبال و سافتبال ۲۴ رأی و اسکواش تنها ۲۲ رأی کسب کردند.

## مسابقات
- مسابقات قهرمانی کشتی آسیا
- مسابقات قهرمانی کشتی اروپا
- مسابقات قهرمانی کشتی ارتش‌های جهان
- جام ایوانوویچ
- کشتی در بازی‌های آسیایی
- کشتی در بازی‌های المپیک تابستانی
- کشتی در بازی‌های پان آمریکن
- جام باشگاه‌های کشتی آزاد جهان
- جایزه بزرگ باکو
- جام تختی
- جام تورلیخانوف
- مسابقات قهرمانی کشتی جوانان جهان
- مسابقات قهرمانی کشتی جهان
- جام جهانی کشتی
- مسابقات قهرمانی کشتی دانشجویان جهان
- جام دانکلوف
- جام دیو شولتز
- مسابقات قهرمانی کشتی زیر ۲۳ سال جهان
- جام ساساری
- جایزه بزرگ گرجستان
- لیگ برتر کشتی آزاد ایران
- جام مدوید
- مسابقات قهرمانی کشتی نوجوانان جهان
- جام وهبی امره
- جام یاریگین
- جام یاشاردوغو

## نگارخانه

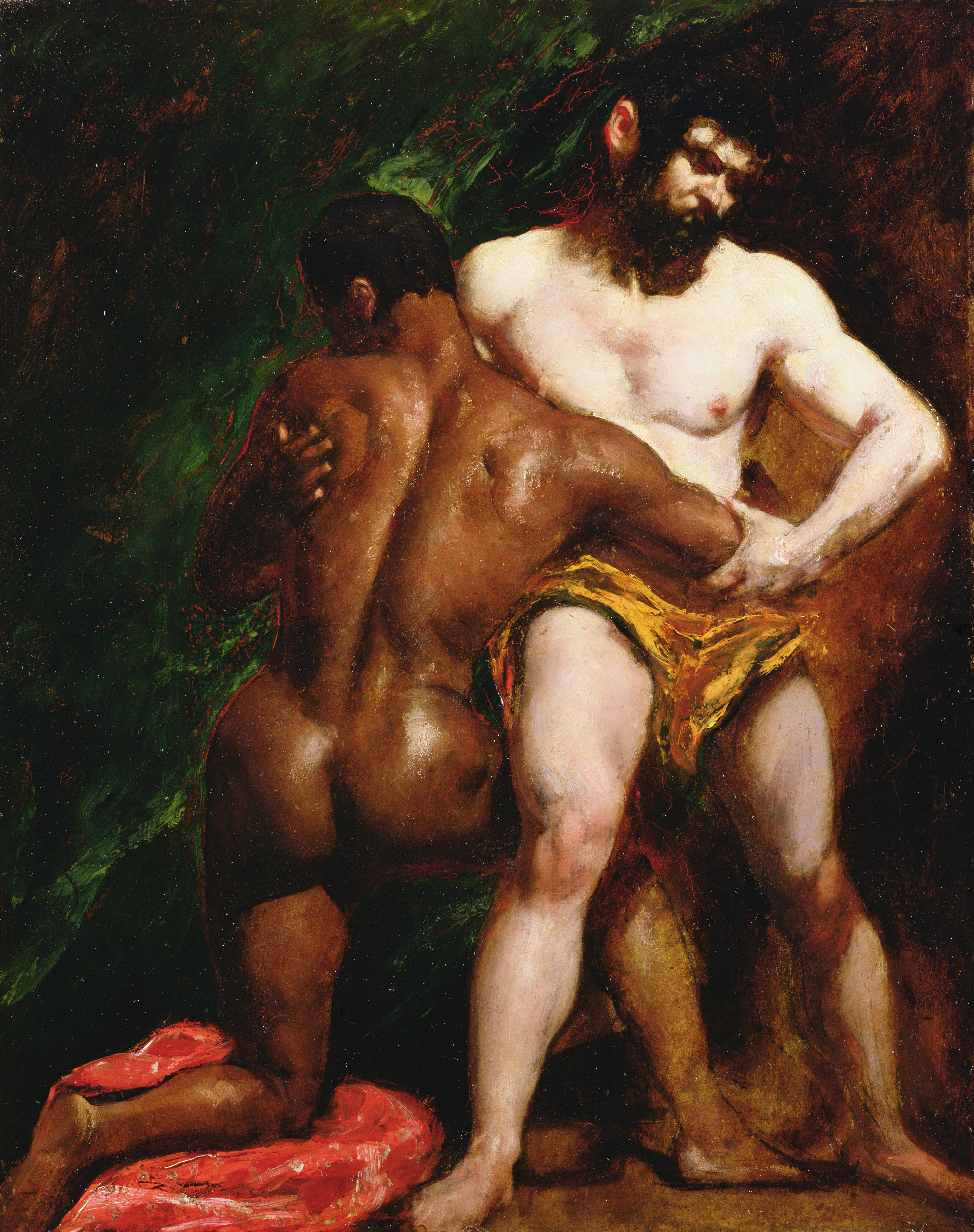
کشتی‌گیران اثر ویلیام اتی
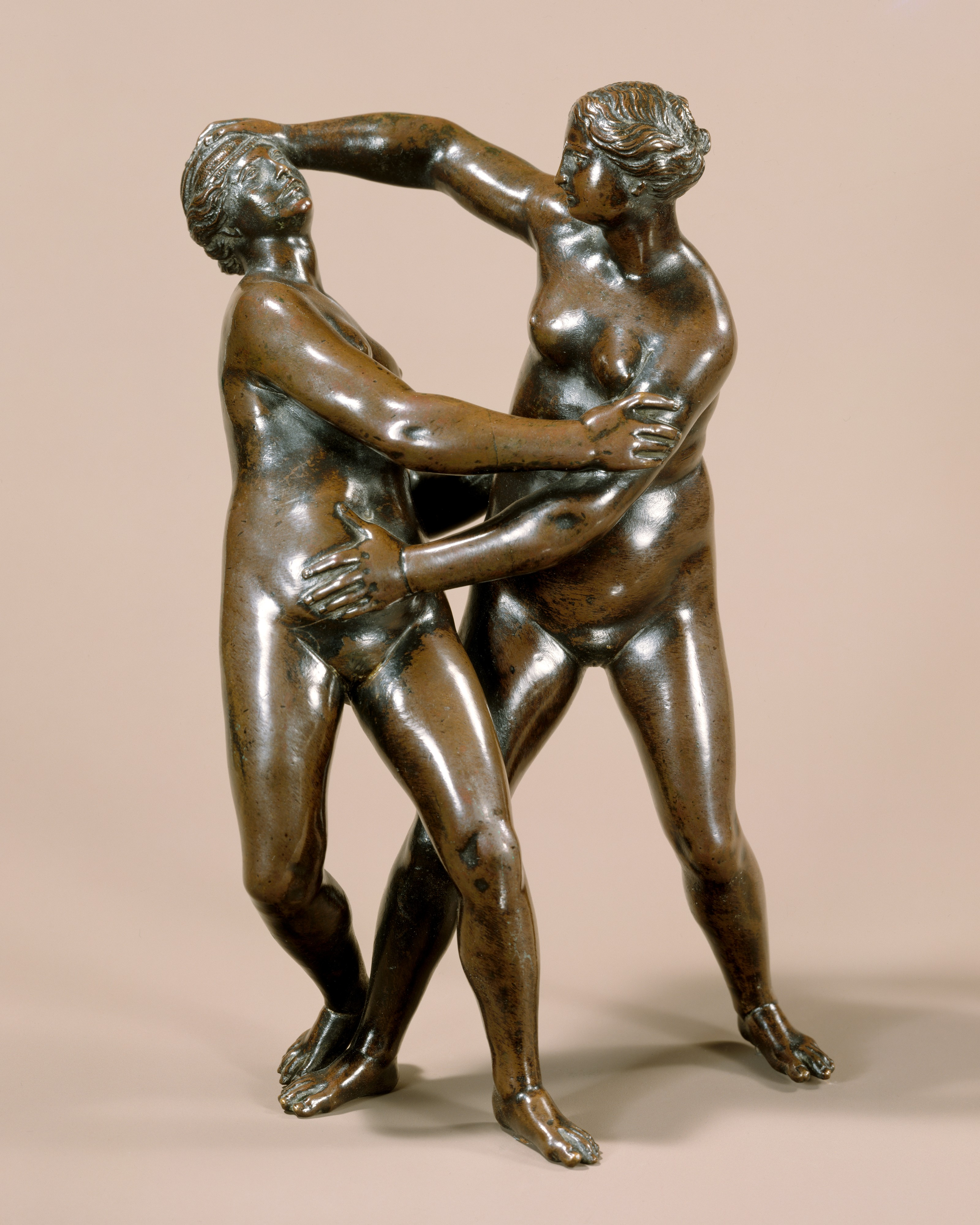
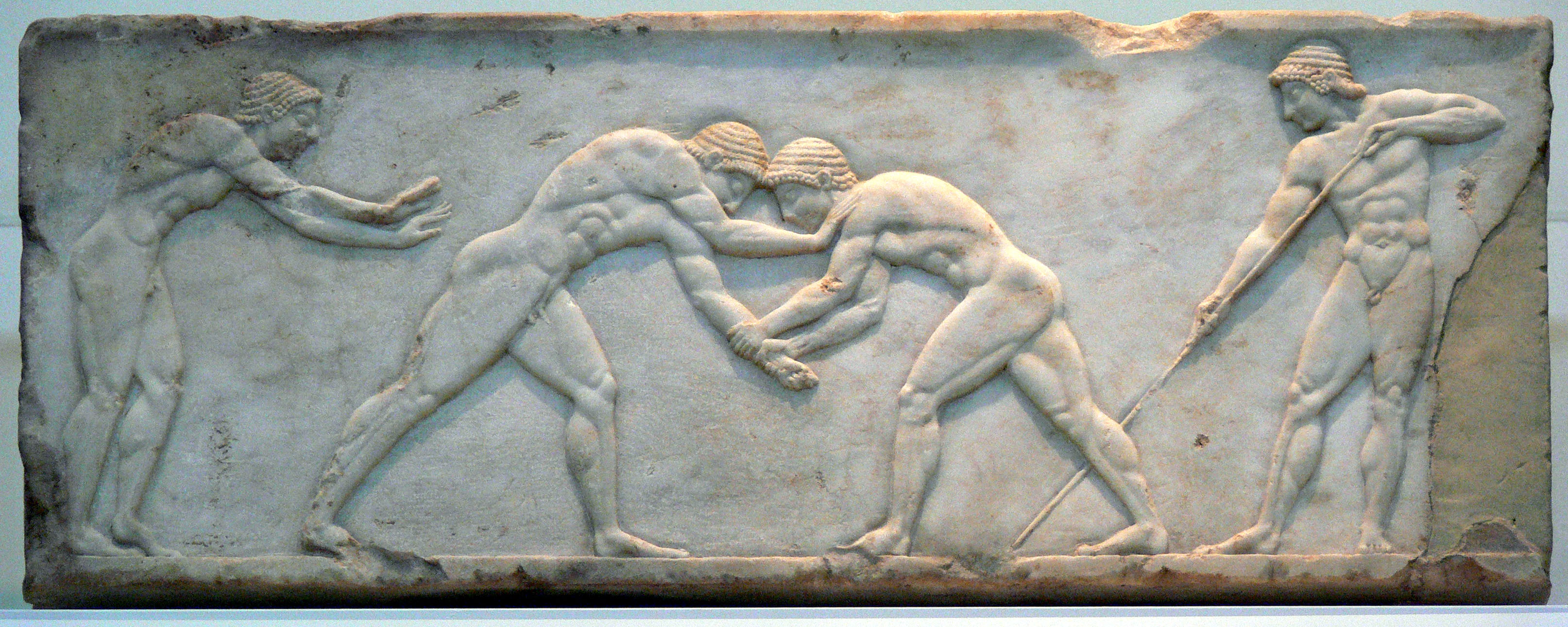
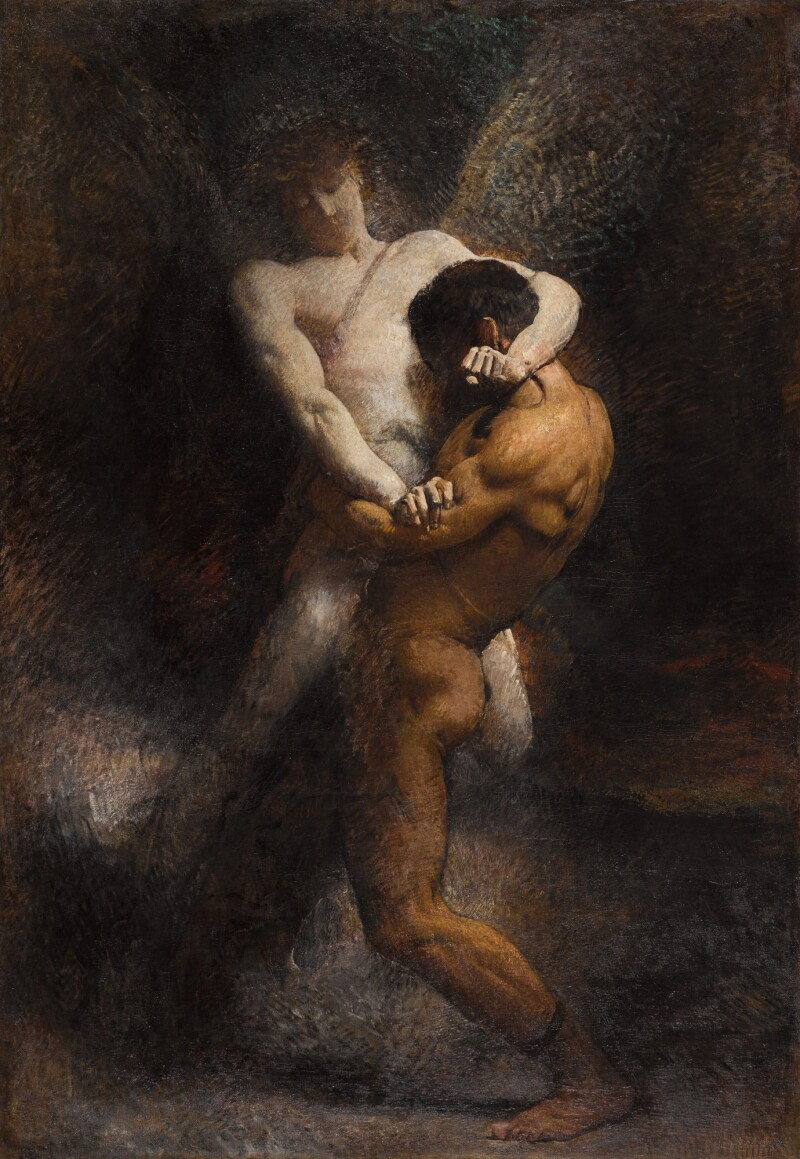
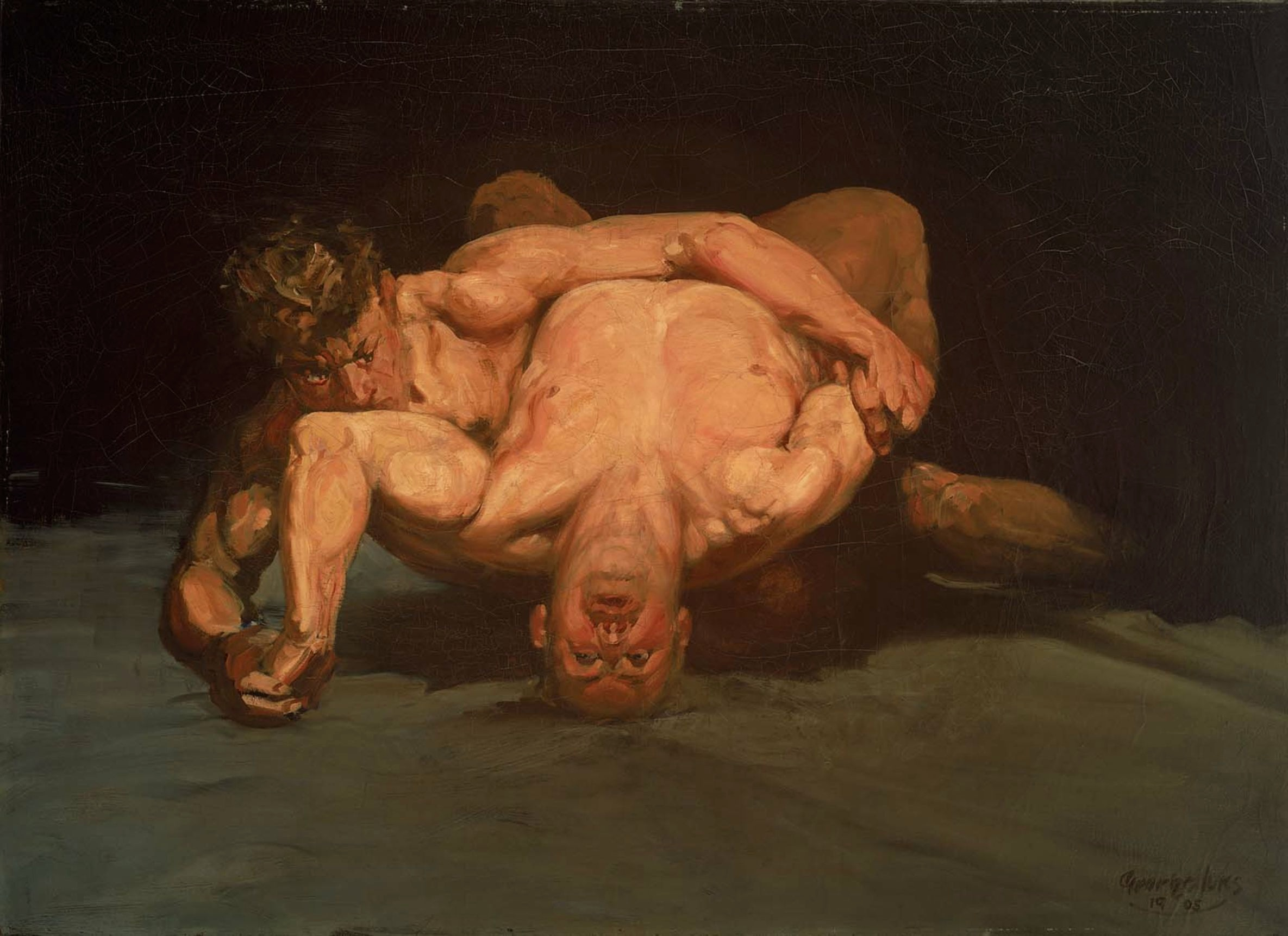